# Carmen Baby
Carmen Baby ist ein 1966 in Deutschland entstandener, US-amerikanischer Sexploitation-Film mit einer rein deutschen Besetzung aus der Hand des Erotikfilmspezialisten Radley Metzger. Es handelt sie hierbei um eine moderne Interpretation des klassischen Carmen-Stoffes.

## Handlung
In einer nicht näher benannten Küstenstadt verrichtet der junge Polizeibeamte José seinen Dienst. Bislang hat er sich stets penibel an die Vorschriften gehalten, doch als er eines Tages die rassige, rothaarige Carmen, die (wie er findet) fleischgewordene Sünde in Frauengestalt, kennen lernt, ist er ihr augenblicklich verfallen. Zwar muss er sie wegen Körperverletzung verhaften, doch die junge Frau nutzt ihre Waffen der Frau, um den bislang dienstbeflissenen Beamten zu becircen. José springt auf ihre heftigen Flirtversuche an und lässt sie kurz darauf verbotenerweise laufen. Diese Pflichtvergessenheit bringt José reichlich Ärger ein, und er selbst wird deshalb für einen Monat ins Gefängnis gesteckt. Nach seiner Entlassung wird José von seinem Vorgesetzten als Leibwächter eines reichen Mitbürgers abgestellt. Auf dessen Party trifft er eines Tages Carmen wieder, die ihn sogleich wieder um den Finger wickelt und ihm sagt, wo er sie nach der Party wiedersehen kann.
José taucht bei ihr auf und wird von Carmen mit ganzem Körpereinsatz für seine einstige Hilfe nach der Festnahme, die ihm soviel Ärger eingebracht hatte, belohnt. Während Carmen findet, dass man nun quitt sei, gerät José immer stärker in einen Strudel aus Lust und Leidenschaft. Sein Begehren prallt an ihr ab, und sein Verlangen nach Carmen macht ihn schließlich zu einem vor Eifersucht rasenden Tor, der immer mehr seine dienstlichen Pflichten vernachlässigt. Als er eines Tages Carmen mit seinem Vorgesetzten im Bett erwischt, erschießt er den Nebenbuhler in einem Anfall von Liebeswahn. Daraufhin fliehen Carmen und José und finden ein Versteck in einem abgelegenen Feriendomizil. Hier zeigt sich bald der wahre Charakter Carmens, denn diese verführt ebenso lüsterne wie verheiratete Männer und erpresst diese nach dem Liebesakt mit heimlich geschossenen Fotos. Eines Tages gerät auch der angesehene Richter Medicio in ihr Netz. Als José erfährt, dass Carmen mit einem gewissen Garcia verheiratet ist, der derzeit einsitzt und sie den Richter lediglich deshalb verführt hat, um Garcia freizubekommen, eskaliert die Situation … mit tödlichem Ausgang.

## Produktionsnotizen
Carmen Baby entstand 1966 u. a. in München und wurde am 10. Oktober 1967 in den USA uraufgeführt. Die Deutschland-Premiere fand am 24. Mai 1968 statt. Die deutsche Fassung wurde gegenüber der Originalversion um vierzehn Minuten gekürzt.
Die Deutsche Uta Levka erhielt hier mit der Carmen eine für ihre weitere Karriere typische Rolle einer lasziven Verführerin, zugleich ihre erste Kinofilm-Hauptrolle. Unmittelbar zuvor hatte sie bereits in Metzgers Mädchen zwischen Sex und Sünde eine kleine Nebenrolle gespielt.

## Kritiken
In Sense of View heißt es: „Metzgers Geschichte um eine ‚Femme Fatal‘, die einem jungen Mann den Kopf verdreht und ihn nur als ihr Spielzeug ansieht, stellt einen weiteren Schritt in Metzgers Karriere als Erotik-Regisseur dar. Hier brachte er sehr viele visuelle Ideen ein, um den Film aus vergleichbaren Produktionen der Zeit zu unterscheiden.“
Das Lexikon des Internationalen Films befand: „Dubioser Versuch einer Modernisierung des Carmen-Stoffs (…) In Regie und Darstellung gleichermaßen dilettantisch.“
Ein anderer Kritiker lobte speziell die „erstklassige“ Kameraarbeit Hans Juras, und die altehrwürdige New York Times fand diesen B-Film für „hip“ genug, um ihn in einer ihrer Ausgaben überhaupt zu erwähnen, was nach Meinung von Regisseur Metzger mit ein Grund war, dass Carmen Baby in den USA ein kommerzieller Erfolg wurde.